# Micrapate mexicana
Micrapate mexicana är en skalbaggsart som beskrevs av Fisher 1950. Micrapate mexicana ingår i släktet Micrapate och familjen kapuschongbaggar. Inga underarter finns listade i Catalogue of Life.